# سیارک ۱۸۸۰۱
سیارک ۱۸۸۰۱ (به انگلیسی: 18801 Noelleoas، نامگذاری:1999JO76) هجده هزار و هشتصد و یکمین سیارک کشف شده‌است که در ۱۰ مه ۱۹۹۹ کشف شد.
قدر مطلق سیارک برابر ۱۸.۶ است.